# Leonid Makarov
Leonid Makarov (* 1913 in Moskau; † 16. Oktober 1990) war ein russischer Tischtennisfunktionär. Er wurde mit dem ITTF Merit Award ausgezeichnet.

## Werdegang
Leonid Makarov gehörte zu den besten russischen Tischtennisspielern, gleichwohl trat er als Spieler international nicht in Erscheinung. Vielmehr widmete er sich Funktionärsaufgaben. Er war Mitarbeiter des russischen Außenministeriums (Ministry of Foreign Commerce) und von 1950 bis 1967 Präsident des sowjetischen Tischtennisverbandes, 1987 bis 1990 Vorsitzender des USSR Schiedsrichterausschusses (Umpires Committee).
In der Europäische Tischtennisvereinigung ETTU arbeitete er ab 1969 im Lenkungsausschuss (Management Committee) und auch im Schiedsrichterausschuss (Referees Committee). Im Weltverband ITTF wirkte er von 1957 bis 1959 im Beirat (Advisory Committee).
Wegen seiner Verdienste für den internationalen Tischtennissport wurde ihm die Ehrenmitgliedschaft im ITTF angetragen, zudem wurde er 1991 mit dem ITTF Merit Award ausgezeichnet.